# Église San Marone
L'église de San Marone est une église de Rome, située dans le rione Ludovisi, via Aurora.
Elle est dédiée au saint ermite de la Syrie du Ve siècle, fondateur de l'Église maronite, et est célébrée par les Maronites du Liban suivant le rite d'Antioche en langue arabe. Elle a été construite en 1890 sur le projet de Andrea Busiri Vici, avec l'annexe du couvent des Maronites, qui, en 1936, a été converti en hôtel.
C'est l'église nationale du Liban.